# تپه شهرستانک
تپه شهرستانک مربوط به دوران‌های تاریخی پس از اسلام است و در شهرستان اورمیه، بخش انزل، روستای کهریز واقع شده و این اثر در تاریخ ۷ مهر ۱۳۸۱ با شمارهٔ ثبت ۶۱۵۴ به‌عنوان یکی از آثار ملی ایران به ثبت رسیده است.